# ميخائيل ليونيدوفيش غروموف
ميخائيل ليونيدوفيش غروموف (بالروسية: Михаи́л Леони́дович Гро́мов) هو عالم رياضيات فرنسي روسي.

## أعماله
عمل على نظرية الزمر الهندسية.

## وصلات خارجية
- ميخائيل ليونيدوفيش غروموف على موقع الموسوعة البريطانية (الإنجليزية)
- ميخائيل ليونيدوفيش غروموف على موقع مونزينجر (الألمانية)